# Дивна Лулић Јовчић
Дивна Лулић Јовчић (Врање, 8. јул 1964) лирска је песникиња, сатиричарка, ауторка афоризама, кратких прича, сликарка и текстописац за децу из Суботице. По занимању је графички дизајнер.
Рођена је у Врању. У трећој години живота преселила се у Суботицу, где живи и данас. Средњу школу за примењену уметност „Богдан Шупут“, одсек графичког дизајна, завршила је у Новом Саду 1983.
Чланица је Суботичког песничког клуба Орфеј. Објављује своје радове у часописима и зборницима. Године 2010. објавила је своју прву збирку љубавне поезије Као да се то догодило.
Сликарством се бави од 2002, а од 2007. чланица је Одсека за уметност Хрватског културног центра Буњевачко коло.
Техника коју користи јесте пастел. Слика коње, мртву природу и жене. Излагала је на групним изложбама и учествовала на ликовним колонијама у земљи и суседним земљама.
До сад је имала четири самосталне изложбе. Бави се уметничком фотографијом, илустровањем књига и ради као примењени уметник — дизајнер.